# Source lumineuse isotrope
Pour les articles homonymes, voir Isotrope.
Une source lumineuse isotrope ou rayonnement isotrope est une source de lumière dont l'intensité lumineuse est la même dans toutes les directions. C'est le cas d'une sphère rayonnante – par exemple une étoile.